# Tom Conti

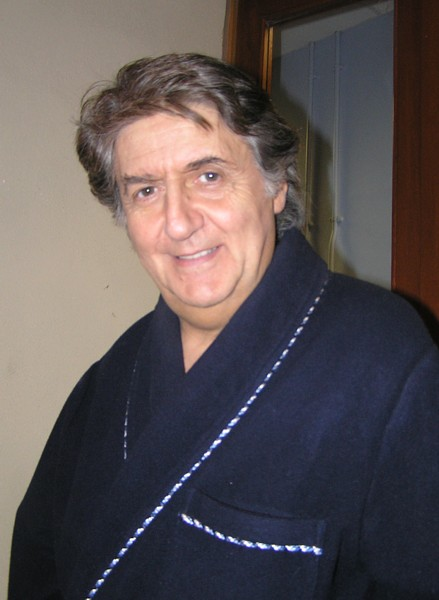
Tom Conti, 2007

Thomas Antonio „Tom“ Conti (* 22. November 1941 in Paisley, Schottland) ist ein britischer Schauspieler.

## Leben
Tom Contis Arbeiten als Theaterschauspieler sind weitaus bekannter als die als Filmdarsteller. 1979 wurde er mit dem Tony Award für seinen Auftritt in dem Stück Whose Life Is It Anyway? ausgezeichnet. Conti spielte in zahlreichen Kinofilmen (unter anderem Furyo – Merry Christmas, Mr. Lawrence und Tödliche Formel) und Fernsehserien mit. Er wurde 1984 für die Darstellung des Dichters Gowan McGland in dem Film Ruben, Ruben (Poeten küßt man nicht) für den Oscar als bester männlicher Hauptdarsteller nominiert.
Contis Tochter ist die Schauspielerin und Komikerin Nina Conti.

## Filmografie (Auswahl)
- 1975: Bertolt Brecht’s Galileo (Galileo)
- 1977: Die Duellisten (The Duellists)
- 1977: Julias unheimliche Wiederkehr (Full Circle)
- 1980: Blade on the Feather
- 1983: Furyo – Merry Christmas, Mr. Lawrence (Merry Christmas, Mr. Lawrence)
- 1983: Ruben, Ruben (Reuben, Reuben)
- 1984: American Dreamer
- 1985: Ist dieser Mann nicht himmlisch (Heavenly Pursuits)
- 1986: Ein wahrer Jünger seines Herrn (Saving Grace)
- 1986: Miracles – Ein ganz unglaubliches Abenteuer (Miracles)
- 1986: Verfolgt und gejagt (Nazi Hunter. The Beate Klarsfeld Story)
- 1987: Therapie zwecklos (Beyond Therapy)
- 1987: Basements
- 1987: The Quick and the Dead (The Quick and the Dead)
- 1987: Roman Holiday
- 1988: Der Todesengel (Fatal Judgement)
- 1989: Shirley Valentine – Auf Wiedersehen, mein lieber Mann (Shirley Valentine)
- 1990: Schreie aus dem Innern (Voices Within: The Lives of Truddi Chase)
- 1995: Paradies, Brooklyn (Someone Else’s America)
- 1997: Das Geheimnis der Lady Adelon (The Inheritance)
- 1997: Sub Down – Verschollen in der Tiefe (Sub Down)
- 1998: Final Escape (Out of Control)
- 1998–1999: Friends
- 1999: Ein traumhaftes Missverständnis (Dont Go Breaking My Heart)
- 2001: Tödliche Formel (The Enemy)
- 2005: Entgleist (Derailed)
- 2007: Dangerous Parking
- 2008: Rosamunde Pilcher – Die vier Jahreszeiten (Four Seasons, vierteilige Miniserie)
- 2010: A Closed Book
- 2010: The Tempest – Der Sturm (The Tempest)
- 2010: Lark Rise to Candleford (Fernsehserie, eine Episode)
- 2012: StreetDance 2
- 2012: The Dark Knight Rises
- 2012: Parents (Fernsehserie, zehn Episoden)
- 2012: City Slacker
- 2017: Paddington 2
- 2023: Oppenheimer

## Auszeichnungen
- National Board of Review bester Darsteller (Reuben, Reuben und Merry Christmas, Mr. Lawrence)
- Academy Award Nominierung bester Darsteller (Reuben, Reuben)
- Golden Globe Nominierung bester Darsteller Reuben, Reuben und Nazi Hunter: The Beate Klarsfeld Story
- Tony Award bester Darsteller (Whose Life Is It Anyway?)
- Laurence Olivier Award bester Darsteller in einem neuen Stück (Whose Life is it Anyway?)
- Variety Club Award bester Darsteller (Whose Life is it Anyway?)